# Готфрид (Хабсбург-Лауфенбург)
Готфрид фон Хабсбург-Лауфенбург (на немски: Gottfried von Habsburg-Laufenburg; * 1239; † 29 септември 1271) от род Хабсбурги е граф на Хабсбург и на Лауфенбург, ландграф в Клетгау (сл. 1239 – 1271), граф на Кибург (1264 – 1271), опекун с Рудолф IV и Хуго I фон Верденберг-Хайлигенберг за Анна фон Кибург. Той сам се нарича граф в Цюрихгау.

## Биография
Той е вторият син на граф Рудолф III фон Хабсбург „Мълчеливия“ († 9 октомври 1249) и съпругата му Гертруд фон Регенсберг (* ок. 1200), дъщеря на Луитолд V фон Регенсберг. Брат е на Вернер III († ок. 1253), Рудолф II († 1293), епископ на Констанц (1274 – 1293), Ото († 1254), рицар на Тевтонския орден, и Еберхард I († 1284), женен за Маргерита ди Савоя и 1273 г. за Анна, наследничка на Кибург, на която Готфрид бил опекун.
През 1242 г. той има кървава битка с братовчед си Рудолф IV, по-късният крал (Рудолф I), който нападнал преди това Лауфенбург и околностите. Готфрид разрушава неговите собствености в Бруг и Хабсбург. След смъртта на баща му през 1249 г. петте братя се разбират и дават на енергичния Готфрид ръководството. Той се разбира с братовчед си Рудолф I и става негов доверен, участва от 1261 г. с него в битки.
През 1271 г. той е във войската на Отокар II от Бохемия против унгарския крал Стефан V и е тежко ранен. Връща се в родината си и умира през сепрември 1271 г.

## Фамилия
Готфрид се жени за Елизабет (Аделхайд), дъщеря на граф Егино V фон Урах и Фрайбург († 1236) и съпругата му Аделхайд фон Нойфен († 1248). Готфрид се жени втори път 1239 г. за Аделхайд фон Фрайбург и Урах († 17 януари 1300), дъщеря на граф Конрад фон Урах-Фрайбург(† 1271) графиня София фон Хоенцолерн († ок. 1270). Те имат два сина:
- Рудолф III (* 1270; † 1314), граф на Хабсбург-Лауфенбург, управляващ ландграф в Клетгау (1271 – 1314), женен I. 1296 г. за Елизабет фон Раперсвил († 1309), II. за Мария фон Йотинген († 1369)
- Готфрид († 1271)

Вдовицата му Аделхайд се омъжва (вер. 1294 г.) за Буркард, господар на Хорбург.